# San Bernardinopasset
San Bernardinopasset (italienska: Passo di San Bernardino, tyska: San-Bernardino-Pass) är ett bergspass i Adulaalperna mellan Hinterrhein och San Bernardino i kantonen Graubünden norr om Comosjön. Passet ligger 2 065 meter över havet. Passet går mellan topparna Piz Moesola och Piz Uccello.
San Bernardinopasset förbinder Rhens dalgång med Val Mesolcina, en av Ticinos bidalar. Det är uppkallat efter Bernardinus av Siena, som verkade här i början av 1400-talet.
Passvägen är stängd vintertid. Huvuddelen av trafiken går genom den 6,6 km långa vägtunneln San Bernardinotunneln, vars tillfarter normalt är öppna.